# Betacoronavirus
Betacoronavirus (β-CoV hoặc Beta-CoV) là một trong bốn chi coronavirus thuộc phân họ Orthocoronavirinae trong họ Coronaviridae của bộ Nidovirales. Chúng là các virus RNA có màng bọc, chiều dương, đơn chuỗi với nguồn gốc từ động vật. Mỗi chi coronavirus bao gồm các dòng dõi virus khác nhau, với chi Betacoronavirus chứa 4 dòng dõi như vậy. Trong các tài liệu cũ, chi này còn được gọi là coronavirus nhóm 2.
Các Beta-CoV có tầm quan trọng lâm sàng lớn nhất liên quan đến con người là OC43 và HKU1 của dòng dõi A, SARS-CoV và SARS-CoV-2 của dòng dõi B, và MERS-CoV của dòng dõi C. MERS-CoV là betacoronavirus đầu tiên thuộc dòng dõi C được biết là lây nhiễm sang người.
Các chi Alphacoronavirus và Betacoronavirus xuất phát từ kho gen của loài dơi.